# Novemberministären
Regeringen Moltke II, oftast kallad Novemberministären, var Danmarks regering mellan 16 november 1848 och 13 juli 1851.
Premiärminister
- Adam Wilhelm Moltke

Utrikesminister
- Adam Wilhelm Moltke (till 6 augusti 1850)
- Holger Christian Reedtz (från 6 augusti 1850)

Finansminister
- Wilhelm Sponneck

Inrikesminister
- Peter Georg Bang (till 21 september 1849)
- Mathias Hans Rosenørn (till 21 september 1849)

Ministrar utan portfölj
- Henrik Nicolai Clausen

Krigsminister
- Christian Frederik Hansen

Marinminister
- Christian Christopher Zahrtmann (till 10 augusti 1850)
- Carl Irminger (till 15 november 1850)
- Carl Edvard van Dockum

Kyrko- och undervisningsminister
- Johan Nicolai Madvig

Minister för hertigdömena
- Frederik Ferdinand Tillisch